# Colonscopia robotica
La colonscopia robotica è l'indagine del colon effettuata per mezzo di dispositivi robotici biomimetici dotati di sistemi di visione orientabili, in grado di navigare in maniera autonoma nell'intestino crasso, interagendo con l'ambiente circostante senza modificarne eccessivamente la geometria. La colonscopia robotica non sostituisce al momento la colonscopia tradizionale, ma si pone come uno strumento alternativo per l'indagine del colon. 

## Storia
La robotica è una scienza che, studiando i comportamenti degli esseri intelligenti, cerca di sviluppare delle metodologie che permettano a una macchina di eseguire dei compiti specifici. Le prime applicazioni delle tecnologie robotiche in medicina risalgono agli anni '80, con la nascita della Chirurgia robotica. Da allora, un numero crescente di robot è stato realizzato per essere utilizzato in vari settori della medicina. Nell'ambito della colonscopia i primi studi in campo robotico risalgono al 1995, con il robot a locomozione “inch-worm”. Successivamente sono seguite molte ricerche relative a differenti tipi di locomozione quali ad esempio snake, earthworm, continuum, caterpillar. Attualmente in commercio esiste una sola versione
prodotta dalla Era Endoscopy S.r.l. (Pisa, Italia).

## Indicazioni
La colonscopia robotica può essere indicata nei pazienti in cui la colonscopia tradizionale ha fallito per fattori anatomici (tortuosità o rigidità del sigma, ecc.), nei pazienti che rifiutano la sedazione con la colonscopia tradizionale, nei pazienti che rifiutano la colonscopia tradizionale per i rischi connessi (complicanze; indagine dolorosa, ecc.). Può essere usato come esame meno invasivo e quindi più accettabile, sia per chi è a rischio aumentato di tumore ma non può sottoporsi alla colonscopia tradizionale, sia per le persone asintomatiche che comunque, dopo i 50 anni, dovrebbero sottoporsi a un controllo.

## Procedimento
Preparazione
La preparazione per l'esame endoscopico con il colonscopio robotico è simile a quella per un esame colonscopico tradizionale.
Esecuzione
Il medico connette la sonda colonscopica a un'unità di controllo (workstation), quindi inserisce manualmente la sonda nel retto attraverso l'ano. Da questo punto in poi la sonda è gestita solo con un'unità di comando esterna. Il medico, se occorre, può insufflare aria per distendere le pareti intestinali, orientare la testa e far avanzare la sonda senza azioni di spinta manuale o meccanica dall'esterno. Quando la sonda raggiunge la valvola ileocecale Il medico estrae la sonda tirandola dall'appendice di collegamento alla workstation o facendola muovere a ritroso. L'analisi della mucosa potrà essere effettuata durante l'avanzamento del colonscopio e/o durante la sua estrazione.
Il colonscopio robotico
In letteratura esistono diversi tipi di colonscopi robotici, ma soltanto un sistema, appartenente alla categoria inchworm robot, oltre a essere stato brevettato, è stato anche commercializzato da un'azienda italiana. Di seguito alcune categorie di colonscopi robotici:
1.	Inchworm robot: robot per l'indagine del colon che imita il tipo di locomozione dei bruchi geometridi. Ha un diametro di 17 mm e una lunghezza di 28 cm. La parte distale della sonda può essere orientata in ogni direzione (180° lungo ogni asse).
2.	Snake robot: robot per l'indagine del colon assistito dal calcolatore. La sonda è composta da segmenti indipendenti la cui forma (posizione e angolo) è controllata da un software di gestione. Durante l'inserimento e l'avanzamento manualmente,  la posizione e l'angolo della parte distale sono codificate da un algoritmo e poi associate al segmento successivo. A tutti i segmenti sono associati gli stessi parametri geometrici del segmento precedente.
3.	Earthworm robot: robot per l'ispezione intestinale con sistema di locomozione basato sul movimento dei lombrichi. Ha un diametro di 7,5 mm ed una lunghezza di 12 cm.
4.	Continuum robot: robot per l'ispezione del colon che si ispira al funzionamento della proboscide degli elefanti o alla lingua, ossia a una struttura senza vincoli rigidi in grado di effettuare movimenti complessi. Ha un diametro di 12 mm e una lunghezza di 30 cm.
5.	Caterpillar: questa tipologia di robot ha diversi campi di applicazione, tra cui anche quella clinica. Sono caratterizzati da “ruote” e cingoli e la locomozione è simile a quella di un automezzo cingolato.